# Šip (Pale)
Pour les articles homonymes, voir Šip.
Šip (en serbe cyrillique : Шип) est un village de Bosnie-Herzégovine. Il est situé sur le territoire de la ville d'Istočno Sarajevo, dans la municipalité de Pale et dans la république serbe de Bosnie. Selon les premiers résultats du recensement bosnien de 2013, il ne compte plus aucun habitant.

## Géographie
Le village est situé au sud du mont Romanija, à la confluence de la Gračanica et de la Prača, un affluent gauche de la Drina.

## Démographie

### Évolution historique de la population dans la localité
| 1948 | 1953 | 1961 | 1971 | 1981 | 1991 | 2013 |
| ---- | ---- | ---- | ---- | ---- | ---- | ---- |
| -    | -    | 77   | 51   | 17   | 16   | 0    |

|  |

### Répartition de la population par nationalités (1991)
En 1991, les 16 habitants du village étaient tous serbes.